# 可可群島角鮃
可可群島角鮃為輻鰭魚綱鰈形目鰈亞目鮃科的其中一種，為熱帶海水魚，分布於印度西太平洋區，從莫三比克至斐濟，北起日本，南迄澳洲昆士蘭海域，棲息深度1-30公尺，體長可達12公分，棲息在水質清澈、沙底質潟湖、珊瑚礁區，生活習性不明。